# داستان پارانوئید

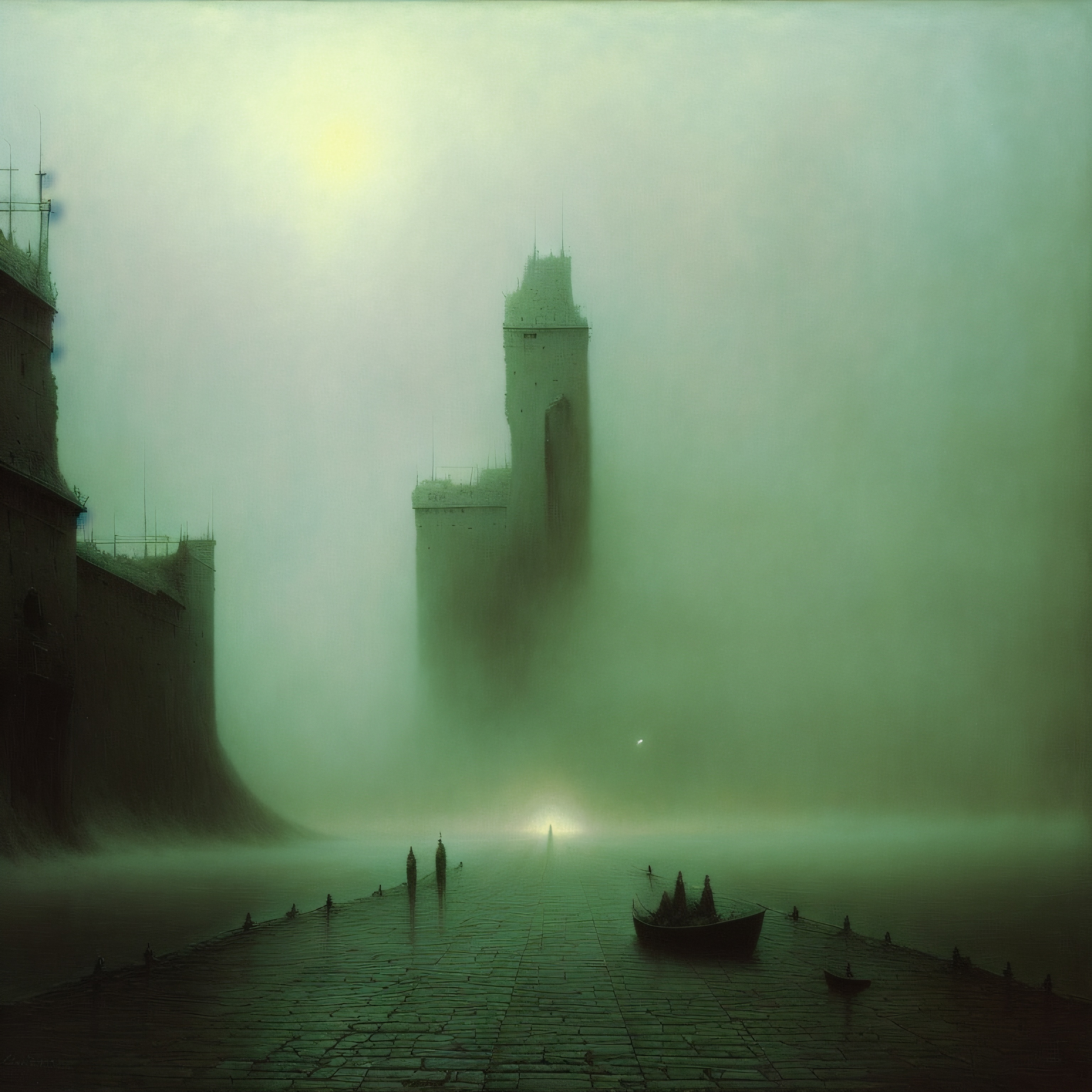
تصویری از قلعه ای در مه

داستان پارانوئید (انگلیسی: Paranoid fiction) اصطلاحی است که برای توصیف آن دسته از آثار ادبی استفاده می‌شود که به بررسی ماهیت ذهنی واقعیت و چگونگی دستکاری آن توسط نیروهای قدرت می‌پردازد. این نیروها می‌توانند بیرونی باشند، مانند یک حکومت توتالیتر، یا درونی باشند، مانند بیماری روانی شخصیت و نپذیرش سختی دنیایی که در آن هستیم.
فیلیپ کی. دیک پدر داستان‌های پارانوئید مدرن شناخته می‌شود. آثار او ناشی از پارانویا و توهم هستند. او مشاهداتی ناگهانی از مکان‌هایی داشت که هرگز نرفته بود و رویدادهایی که هرگز شاهدش نبود؛ احتمالاً از صرع لوب گیجگاهی یا یک تخیل ناشی بوده‌است. این مشاهدات به قدری واضح بودند که دیک آن‌ها را روی کاغذ آورد و هرگز از طبقه‌بندی آن‌ها به‌عنوان «اندیشه نظری» و در نتیجه خارج از مرزهای تفکر متعارف کوتاهی نکرد.